# Georges Lemaître
Georges Henry Joseph Édouard Lemaître (pronunciación en francés: /ʒɔʁʒə ləmɛtʁ/ (escucharⓘ); 17 de julio de 1894-20 de junio de 1966) fue un sacerdote católico belga, matemático, astrónomo y profesor de física en la sección francesa de la Universidad Católica de Lovaina. Fue, después de Aleksandr Fridman, uno de los primeros académicos conocidos en proponer la teoría de la expansión del universo, que fue corroborada experimentalmente por las observaciones de Edwin Hubble. Igualmente fue el primero en derivar lo que se conoce como la ley de Hubble-Lemaître e hizo la primera estimación de lo que ahora se llama la constante de Hubble, que publicó en 1927, dos años antes del artículo de Hubble. Lemaître también propuso lo que se conocería como la teoría del Big Bang del origen del universo, a la que llamó «hipótesis del átomo primigenio» o el «huevo cósmico».

## Biografía
Georges Lemaître nació el 17 de julio de 1894 en Charleroi, Valonia (Bélgica). Era el hijo mayor de Marguerite Lannoy y Joseph Lemaître, propietario de una fábrica. Ambos eran católicos. Desde 1904 Georges Lemaître estudió en el colegio de los jesuitas en Louvain, donde entre otras tenía clases de religión, humanidades y lenguas clásicas y donde destacó en Matemáticas y obtuvo premios en Física y Química; igualmente en Retórica y Poesía. Desde muy joven, especialmente influido por el padre jesuita Ernest Verreux, que instaló la primera estación de radio de Bélgica, Lemaître descubrió su doble vocación de religioso y científico. En julio de 1911 entró en la Escuela de Ingenieros de Minas de la Universidad Católica de Lovaina. Después de servir como voluntario en el ejército belga durante la Primera Guerra Mundial, durante la cual recibió la Cruz de Guerra, empezó a estudiar Física y Matemática, incluyendo la teoría de la relatividad de Albert Einstein, y fue ordenado sacerdote en 1923. Recibió su doctorado en 1920, con una tesis titulada L'approximation des fonctions de plusieurs variables réelles (La aproximación de funciones de varias variables reales), bajo la supervisión de Charles-Jean de La Vallée Poussin, y ese mismo año ingresó en el seminario de Malinas.
Sin embargo, no dejó de lado su carrera investigadora. Supo compaginar su preparación para el sacerdocio con alguna lectura científica, como el libro «Space, Time and Gravitation: An Outline of the General Relativity Theory» de Arthur Eddington. En ese libro conoció por primera vez la teoría de la relatividad de Einstein. Lemaitre comprendió bien este volumen, e incluso se atrevió a reinterpretarlo y con ello redactar su primera obra, «La física de Einstein», que presentó a un premio que ofrecía el Ministerio de Ciencias de Bélgica para los estudiantes que habían hecho el doctorado en dos años.
«Le atrajo tanto la teoría [de la relatividad general] que, en cuanto fue ordenado en septiembre de 1923, fue al Cambridge Observatory, becado por el gobierno belga, para profundizar más sobre ella bajo la tutela de Eddington.» Después de estudiar en el laboratorio de física solar de la Universidad de Cambridge de 1923 a 1924 y en el Instituto de Tecnología de Massachusetts en Cambridge, Massachusetts de 1925 a 1927 con Harlow Shapley, regresó a la Universidad de Lovaina como profesor a tiempo parcial. 
En 1925 o 1927 Lemaître aceptó una cátedra de Astrofísica en la Universidad Católica de Lovaina, «cerca de Bruselas, cargo que mantuvo durante la Segunda Guerra Mundial (cuando resultó herido en el bombardeo accidental de su casa por las fuerzas estadounidenses)».
En la Universidad de Lovaina asistió a clases del astrofísico Ernest Pasquier, un adelantado a su tiempo. En sus conferencias hablaba de las hipótesis cosmogónicas, que tenían por objeto explicar el origen y la evolución del universo, y de que las nebulosas eran el espacio de creación de las estrellas. Ahí, en 1927, publicó un informe en el que resolvió las ecuaciones de Einstein sobre la relatividad general para un universo en expansión (que Aleksandr Fridman ya había resuelto en 1922, sin que Lemaître lo supiera) y sugirió que se estaba expandiendo, según una de las soluciones, y que es por ello que los astrónomos Vesto Slipher y Carl Wilhelm Wirtz habían observado un corrimiento hacia el rojo de la luz de las nebulosas espirales. 
En 1931, propuso la idea de que el universo se originó en la explosión de un «átomo primigenio», «huevo cósmico» o hylem. Dicha explosión ahora se llama el Big Bang o Gran Estallido. En 1933, cuando trabajó en su teoría del universo en expansión y la publicó en los Anales de la Sociedad Científica de Bruselas, Lemaître alcanzó su reconocimiento público más grande. En 1933 Lemaître compareció como profesor visitante en la Universidad Católica de América. Fue elegido miembro de la Academia Pontificia de la Ciencia en 1936, donde tomó un rol activo, sirviendo como su presidente desde marzo de 1960 hasta su muerte.
En 1941, fue elegido miembro de la Real Academia de Ciencias y Artes de Bélgica. 
Durante la década de 1950, poco a poco abandonó parte de su carga de trabajo docente, finalizándola por completo cuando asumió el estatus de emérito en 1964.
En 1962, fuertemente opuesto a la expulsión de los francófonos de la Universidad Católica de Lovaina, creó el movimiento ACAPSUL junto con Gérard Garitte para luchar contra la escisión.
Recibió el título honorífico de prelado doméstico de Su Santidad, accediendo al tratamiento de Monseñor, en 1960 por el papa Juan XXIII. Durante el Concilio Vaticano II de 1962-1965, Juan XXIII le pidió que participara en la cuarta sesión de la Comisión Pontificia de Control de la Natalidad. Sin embargo, dado que su salud le impedía viajar a Roma (sufrió un infarto en diciembre de 1964), Lemaître objetó y expresó su sorpresa por su elección.
Fue un notable calculador algebraico y aritmético. Desde 1930, había utilizado las máquinas de calcular más potentes de la época, la Mercedes-Euklid. En 1958, conoció la Burroughs E 101 de la Universidad, su primera computadora electrónica. Lemaître mantuvo un gran interés en el desarrollo de las computadoras y, más aún, en los problemas del lenguaje y la programación de computadoras. 
Sufría de leucemia. Murió en Lovaina el 20 de junio de 1966 a 71 años, poco después de enterarse de la comprobación de su teoría.

## Descubrimiento de laley de Hubble-Lemaitre
En 1927, Lemaître publicó un trabajo en francés en una revista desconocida en el que incluyó su modelo teórico del universo y un análisis de datos de galaxias que mostraba la relación velocidad-distancia.
Sin embargo, en 1929, Hubble y Humason publicaron su descubrimiento de la misma ley sin hacer referencia al trabajo de Lemaître. En una entrevista realizada en 1965, Humason informó que Hubble tomó conocimiento de la relación velocidad-distancia a través de la presentación hecha por Lemaître en una conferencia de la IAU en Holanda en 1928. Sin embargo, es posible que Hubble no hubiera leído el artículo escrito por Lemaître en 1927 debido a que estaba en francés.
En 1931, Lemaître tuvo la oportunidad de publicar una traducción al inglés de su artículo en una revista británica prestigiosa, pero eliminó partes importantes que demostraban que había descubierto la relación antes que Hubble.
Por tanto, la contribución de Lemaître al descubrimiento permaneció desconocida durante varias décadas más dentro de la cosmología angloparlante. La Unión Astronómica Internacional sugirió renombrar la ley de Hubble como ley de Hubble-Lemaître desde 2018 para honrar al descubridor original.

## El átomo primitivo
En 1930, Lemaître publicó, en la revista Monthly Notices de la Royal Astronomical Society, un artículo en el que proponía la idea de que, a partir de una singularidad inicial, una especie de «átomo primitivo» o «huevo cósmico», se habría producido, en los primeros momentos de la Creación, una explosión a partir de la cual se originó el Universo. El astrónomo Fred Hoyle, con intención crítica y un tanto irónica, llamó a esta explosión el Big Bang, y esta denominación hizo fortuna. Ante la propuesta de Lemaître, su antiguo maestro, el astrónomo Arthur Stanley Eddington, encontró la idea poco satisfactoria y al mismo Einstein le pareció sospechosa ya que la consideraba ampliamente reminiscente del dogma cristiano de la Creación que tenía, a su juicio, poca justificación científica. Posteriormente, el propio Einstein cambiaría de opinión.
En el artículo titulado «El comienzo del mundo desde el punto de vista de la teoría cuántica», publicado en la revista inglesa Nature, en su edición del día 9 de mayo de 1931, Georges Lemaître sostuvo que si el universo está en expansión, en el pasado, debería haber ocupado un espacio cada vez más pequeño, hasta que, en algún momento original, todo el universo se encontraría concentrado en una especie de «átomo primitivo». Trató de evitar una singularidad inicial (un punto donde el espacio y el tiempo adquirirían una curvatura infinita) y sugirió un estado mecánico cuántico anterior al espacio tiempo al que llamó como dicho «átomo primitivo».
Lemaître publicó posteriormente otros artículos sobre el mismo tema y llegó a publicar en 1946 un libro titulado La hipótesis del átomo primitivo, donde explicaba cómo el universo se había ido expandiendo a partir de un primer átomo. 

## Fe religiosa y ciencia en Lemaître
Sostenía que el científico creyente, aun disponiendo de los mismos métodos que el no creyente, gozaba de la ventaja de saber que el mundo físico era obra de un ser inteligente y que por tanto el problema de llegar a entender dicho mundo tenía solución. Se puede ver en estas palabras suyas pronunciadas en un congreso en Malinas en 1936. Para Lemaître, el enigma del universo tiene solución, no solo porque desde la fe cree que una inteligencia creadora está en el fundamento de toda existencia, sino también porque presupone de forma constante a lo largo de su vida que el mundo guarda proporción con el pensamiento humano.
Consideraba que la fe y la ciencia eran dos formas distintas de llegar a la verdad. Así lo expresaba en una entrevista al New York Times en 1931.
Al mismo tiempo, Lemaître, como se dice más arriba, mantuvo y defendió con celo la clara separación entre ciencia y fe. En la década de 1950 comprendió claramente la separación entre los métodos de discurso teológicos y cosmológicos. En esta última etapa de su carrera, observa que la expansión desde un átomo primitivo puede ser «un comienzo», pero no es «una creación», desde el punto de vista de la ciencia.
Por tanto, aunque el astrónomo Edmund Whittaker había señalado que el momento del Big Bang se podría considerar «sin impropiedad» como el de la Creación por su consonancia con el relato bíblico del Génesis, George Lemaître, el padre de la teoría, reconocía que esta y otras explicaciones suponían un uso impropio de la hipótesis que él había formulado.
Diversos investigadores, como Einstein, consideraron la teoría de Lemaître como excesivamente atrevida e incluso sesgada. Esto generó sospechas hacia Lemaître por parte de la comunidad científica, quienes creían que intentaba insertar la creación divina en el ámbito científico.
No obstante, Lemaître no fundamentaba su fe en los resultados científicos. Él sostenía que la existencia de Dios no puede ser reducida a una mera hipótesis científica. Además, argumentaba que si Dios permanece oculto no es porque no exista, sino porque no se confunde con el mundo y respeta la libertad del científico.
Lemaître defendía que un científico debe mantenerse alejado de dos actitudes extremas. Por un lado, evitar considerar su vida en compartimentos separados, donde extrae su ciencia o su fe según las circunstancias. Por otro lado, evitar mezclar y confundir de manera irrespetuosa lo que debe mantenerse separado.
Además, Lemaître era consciente de que su condición de creyente no suponía un obstáculo para su labor científica. El científico cristiano posee los mismos recursos que su colega no creyente y cuenta con la misma libertad de pensamiento. Afirma que todo ha sido creado por Dios, pero también entiende que Dios no sustituye a sus criaturas. La revelación divina no enseña aquello que uno puede descubrir por sí mismo, al menos cuando dichas verdades naturales no son esenciales para comprender la verdad sobrenatural. Por tanto, el científico cristiano avanza sin restricciones, con la certeza de que su investigación no entra en conflicto con su fe. El científico separa su fe de su trabajo, no porque esta pudiera entorpecer su investigación, sino porque no se relaciona directamente con su labor científica.

## Encuentros con Albert Einstein

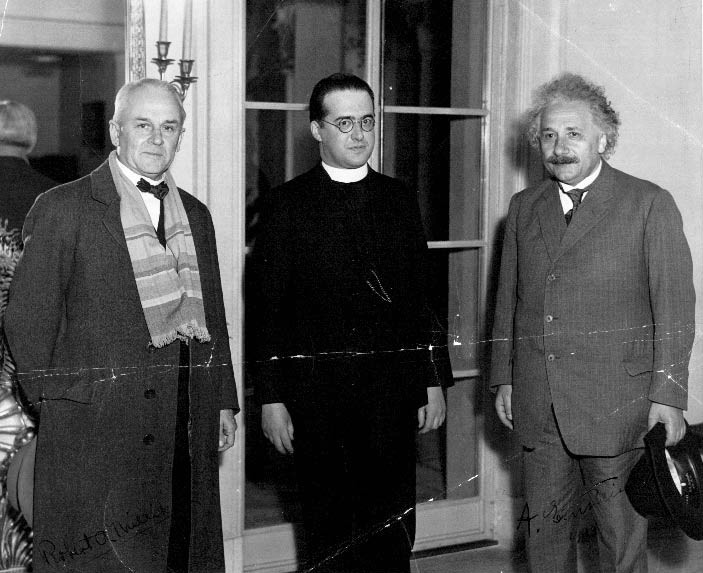
Robert A. Millikan, Georges Lemaitre y Albert Einstein en el California Institute of Technology, enero de 1933

Lemaître y Einstein se encontraron en cuatro ocasiones: en 1927 en Bruselas, en un congreso de Solvay; la segunda tuvo lugar en California en enero de 1933; la tercera en Bruselas, en mayo de 1933, y la última en 1935, en Princeton.
Aunque los trabajos de Lemaître fueron cuestionados, en parte debido a su condición de sacerdote; se ha demostrado después que sus aportes fueron serios, y finalmente la comunidad científica, Einstein incluido, lo reconocieron y otorgaron todo tipo de honores.

## Miembro y director de la Academia Pontificia de Ciencias
Pontificado de Pio XII
En octubre de 1936 Pio XII nombró a Lemaître miembro de Academia Pontificia de Ciencias, una sociedad a la que se vincularía durante el resto de su vida y que incluye científicos creyentes y no creyentes de todo el mundo con el objetivo de promover el progreso de las ciencias y el estudio de cuestiones epistemológicas. Entre sus miembros se ha contado con la presencia de setenta Premios Nobel del siglo XX.
Su relación con Pio XII tuvo algunas diferencias. Por ejemplo, el Papa Pio XII sugirió en su discurso Un’Ora, de 22 de noviembre de 1951, que la astrofísica conducía a la doctrina de la creación de la nada. Lemaître, caracterizado por su prudencia, no opinaba de la misma manera. La prensa belga interpretó mal el discurso y se pensó que el Papa apoyaba la teoría del átomo primitivo desde el punto de vista teológico. Lemaître, a pesar de esta contrariedad, no se enfrentó con el Papa: Lemaître y Daniel O'Connell, el asesor científico del Papa, persuadieron al Papa de que no mencionara públicamente el creacionismo.
Lemaître era un católico devoto, pero se opuso a mezclar ciencia con religión, aunque sostuvo que los dos campos no estaban en conflicto.Para él la desintegración del átomo primitivo no tenía que ver ni con la teología, ni con la cuántica, ni con la relatividad. Era un proceso natural, como la desintegración de otro átomo; y quizá se había mezclado la distancia prudente entre teología y ciencia. 
Pontificado de Juan XXIII
Unos años más tarde el nuevo Papa, Juan XXIII, otorgó la presidencia de la Academia Pontificia de Ciencias en 1960 a Lemaître, bajo cuyo mandato se produjo un giro ecuménico y se abrió a muchos Premios Nobel, católicos y no católicos, entre ellos Dirac y Raman, por la parte de la física, y Eccles por la medicina.
Pontificado de Pablo VI
Con la llegada de Pablo VI, halló algunas dificultades. Se quería reducir el número de academias y tener un mayor control curial sobre ellas, a la vez que se pretendía meter algunos textos romanos en las actas de las reuniones de la Academia. Estas ideas no gustaron a Lemaître, que no deseaba mezclar ciencia y teología. Aunque algunas de estas cuestiones no gustaron a Lemaître, la relación entre ambos fue muy cordial y el sumo pontífice incluso implicó al sacerdote belga en los debates del Concilio Vaticano II, lo que indica la gran confianza que depositaba en él. Además, bajo la presidencia de Lemaítre salieron dos volúmenes de Miscellanea Galileiana, sobre la vida y obra de Galileo Galilei, que el Papa citó en un discurso suyo de 1964 y en Gaudium et Spes.

## El legado científico de Lemaître
Lemaître es una de las figuras centrales de la historia de la cosmología contemporánea. Sus intuiciones han contribuido a abrir la cosmología hacia pistas y nuevas vías todavía vigentes. 
Su genial explicación del corrimiento hacia el rojo de las galaxias lejanas (descrito por la ley observacional denominada «ley de Hubble-Lemaître» en honor a su contribución decisiva), signo de la expansión del universo, ha sido ampliamente reconocida y contrastada.
Hay muchos otros dominios distintos del Big Bang y la expansión del universo, en los que Lemaître trabajó y realizó contribuciones interesantes. Por ejemplo, su trabajo, que se remonta a 1931, sobre una generalización de la ecuación de Dirac-Eddington, en la que introdujo, antes de Attire Majorcan, un ejemplo de lo que ahora se llaman los «the majorcan spinner». También influyó en la Hipótesis de los grandes números de Dirac.
También es de reseñar su contribución a una solución exacta de las ecuaciones de campo de Einstein de la relatividad general: la métrica de Friedmann-Lemaître-Robertson-Walker o modelo FLRW.

## Honores
El 17 de marzo de 1934, Lemaître recibió el Premio Francqui, la más alta distinción científica belga, de manos del rey Leopoldo III.  Sus proponentes fueron Albert Einstein, Charles de la Vallée-Poussin y Alexandre de Hemptinne. Los miembros del jurado internacional fueron Eddington, Langevin, Théophile de Donder y Marcel Dehalu. El mismo año recibió la Medalla Mendel de la Universidad de Villanova.
En 1936, Lemaître recibió el Premio Jules Janssen, el premio más alto de la Société astronomique de France, la sociedad astronómica francesa.
En 1950 se le otorgó otra distinción que el gobierno belga reserva para científicos excepcionales: el premio decenal de ciencias aplicadas para el período 1933-1942, y en 1953 recibió la primera medalla Eddington otorgada por la Royal Astronomical Society.
En 2005, Lemaître fue elegido para el puesto 61 de De Grootste Belg («el belga más grande»), un programa de televisión flamenco en la VRT. En el mismo año fue votado para el puesto 78 por la audiencia de Les plus grands Belges («los más grandes belgas»), un programa de televisión de la RTBF.
El 17 de julio de 2018, Google Doodle celebró el 124.º cumpleaños de Georges Lemaître.
El 26 de octubre de 2018, una votación electrónica entre todos los miembros de la Unión Astronómica Internacional votó 78% para recomendar cambiar el nombre de la ley Hubble a la ley Hubble-Lemaître.

## Obras seleccionadas
- «Un Univers homogène de masse constante et de rayon croissant rendant compte de la vitesse radiale des nébuleuses extragalactiques», Anales de la Sociedad Científica de Bruselas, 47A (1927): 41.
- Nature 128 (1931) suppl.: 704.
- L'hypothèse de l'atome primitif (La hipótesis del átomo primigenio), 1946.

## Eponimia
- El cráter lunar Lemaître lleva este nombre en su memoria.[43]
- El asteroide (1565) Lemaître también conmemora su nombre.
- Planeta menor 1565 Lemaître.
- El quinto Vehículo de transferencia automatizado, Georges Lemaître ATV.
- Las coordenadas de Lemaître.
- El grupo musical noruego «Lemaître», de música indietrónica.
- La «Maison Georges Lemaître» es el edificio principal del campus UCLouvain Charleroi de la Universidad de Lovaina, adyacente al lugar de nacimiento de Lemaître.